# Melilla zászlaja
Melilla zászlaja világoskék színű, középen a város címerével, ami megegyezik a Medina Sidonia spanyol nemesi család címerével. A pajzs két oldalán Herkules oszlopai láthatók a latin „Non Plus Ultra” (am. [ennél] nem tovább; felülmúlhatatlan) felirattal. A pajzs felett egy korona van, azon egy Guzmán el Buenót jelképező alak áll a „Praeferre Patriam Liberis Parentem Decet” (am. a hazaszerető gyermekekből szülők lesznek) szintén latin feliratú szalag alatt, a pajzs alatt pedig egy zöld színű sárkány fekszik.
Oldalainak aránya 2:3. 